# Glacier de l'Inn

Localisation des sites nommés dans l'article.

Le glacier de l'Inn est le nom donné au glacier préhistorique de plusieurs centaines de km de long qui s'épanchait le long de la vallée de l'Inn. Il s'est formé plusieurs fois lors du Quaternaire, notamment lors des glaciations de Günz, Mindel, Riss et du Würm (c'est-à-dire aux stades isotopiques 16, 12, 6 et 2, il y a respectivement 620 000, 450 000, 130 000 et 20 000 ans), cette dernière étant un peu moins imposante que les précédentes. Pendant le Würm, il n'aurait existé qu'entre 26 500 et 19 000 cal BP, laissant la vallée libre de glace durant la plus grande partie de cet âge glaciaire.
Formé à partir des glaciers de montagne issus de l'ensemble du bassin de l'Inn, il a rempli toute la vallée de l'Inn en Engadine et au Tyrol et débordé sur le plateau de Haute-Bavière en formant un lobe. Il possédait trois diffluences principales :
- par le col de Fern, il renforce le glacier de l'Isar-Loisach par l'ouest et contribue à la formation de l'Ammersee ;
- par le Seefelder Sattel, il renforce le glacier de l'Isar-Loisach par l'est, créateur du lac de Starnberg ;
- à l'ouest des Alpes de Brandenberg, une langue de glace s'est dirigée vers la vallée du Mangfall et a creusé trois lacs, l'Achensee, le Tegernsee et le Schliersee.

## Étendue
Lors de ses plus grandes avancées au Mindel et au Riss, le glacier de l'Inn a poussé ses moraines frontales jusqu'à Erding et Dorfen, soit à environ 70 km des premières montagnes. Mises à part ces vieilles moraines, il reste très peu d'autres traces de cette époque car elles ont été remaniées par la glaciation suivante. 
Pendant les premières phases du Würm (de 115 000 à 29 000 BP), les températures oscillent mais ne baissent que lentement. La forêt laisse petit à petit la place à la steppe puis à la toundra mais les glaciers ne quittent pas la haute montagne. Bien que la température soit déjà descendue de 5 °C, la vallée de l'Inn est encore libre de glace jusqu'en 27 000 cal BP comme le montrent les découvertes de dents de mammouths, d'os d'ours des cavernes et de pollens de pins et d'aulnes. Cette période marque cependant le début du Würm supérieur (stade isotopique 2) qui en est la période la plus froide. Les glaciers du bassin de l'Inn vont alors  enfler très rapidement, en particulier celui du val de Ziller. Après son arrivée dans la vallée de l'Inn, il bloque le passage des eaux venues des vallées latérales et provoque la formation d'une série de lacs dus au barrage de glace reconnaissables par des dépôts de type deltaïques. Ils continuent ensuite leur poussée jusqu'au moment du  dernier maximum glaciaire (26 500 à 21 000 cal BP). Le climat est alors particulièrement froid (10 à 12 °C de moins qu'actuellement) et sec (500 à 750 mm/an de précipitations en moins). Le glacier atteint alors le plateau bavarois jusqu'à Haag où il dépose sa moraine frontale. Comme il s'étale largement sur ce plateau, ses eaux de fonte sortent en plusieurs endroits et forment de multiples bras qui divaguent dans la plaine formant un sandur. Il se développe à partir du dôme de glace de l'Engadine sur les pentes de la Bernina. De là, une partie des glaces s'oriente également vers l'Italie, en particulier vers le glacier de l'Adige par le col de Resia. À Samedan, la couche de glace dépasse l'altitude de 3 000 m, elle est de 2 500 m au col de Resia et de 1 600 m à Kufstein ; à Rosenheim, à l'autre bout de son parcours, elle atteint encore les 900 mètres. Au niveau de Kramsach, la vallée est surcreusée sur 400 m de profondeur.
Pour parcourir les 300 km de sa vallée, la glace a alors besoin de près de 3000 ans.

## Retrait

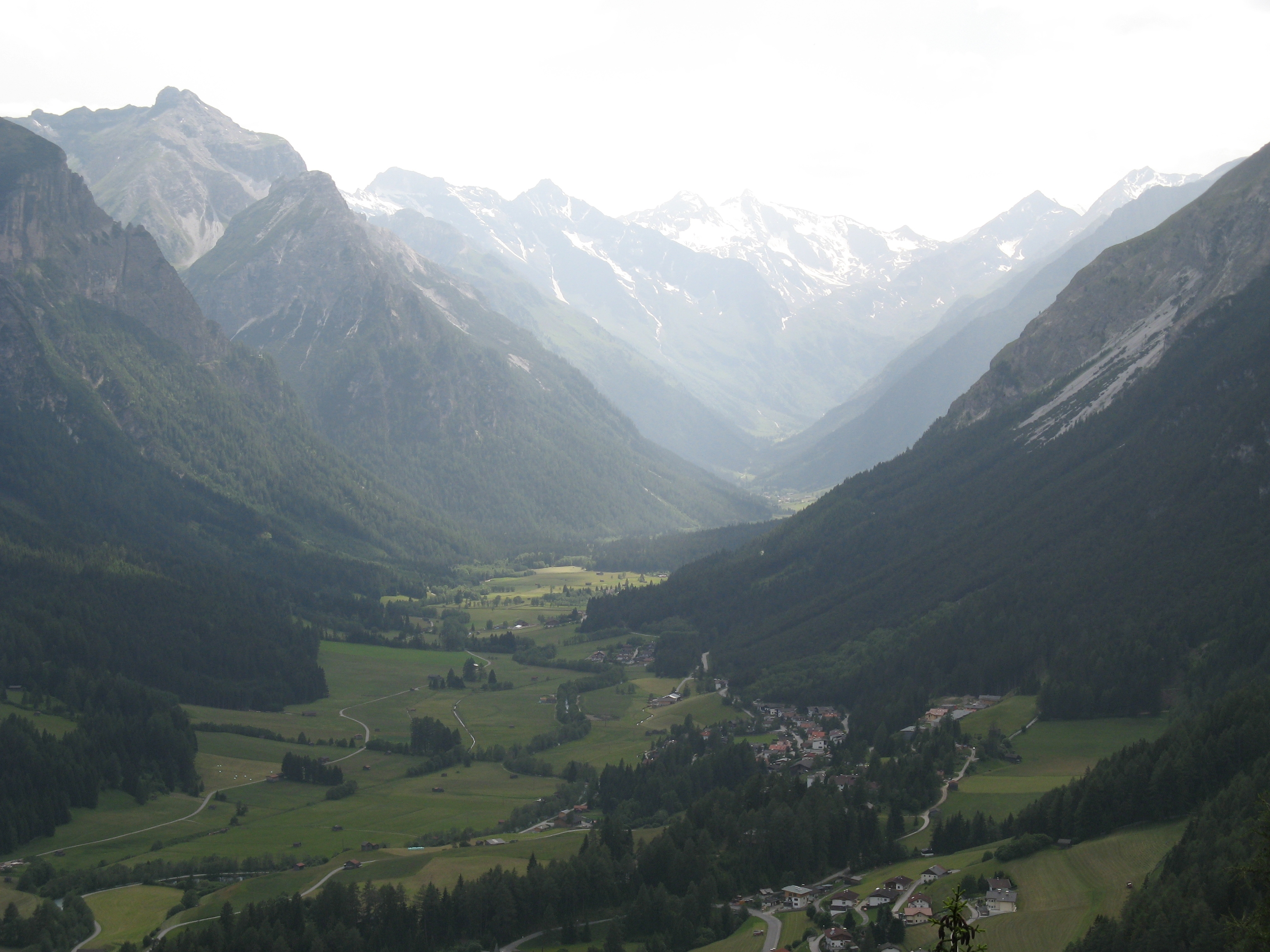
Vue actuelle de la vallée de la Gschnitz.

La déglaciation est ensuite très rapide et se produit sans à coup : en 19 000 cal BP, le glacier s'est déjà retiré dans les Alpes centrales, laissant derrière lui le lac de Rosenheim et celui de la vallée de l'Inn. Une première récurrence d'ampleur très limitée ne se produit que vers 15 900 – 15 400 BP et porte le nom de stade de Gschnitz, du nom de l'endroit où la moraine correspondante a été étudiée (le glacier de Gschnitz se trouve dans une vallée latérale et fait alors une quinzaine de kilomètres de long). Elle est due à l'événement de Heinrich H1. À ce moment-là, les températures estivales sont de nouveau en baisse de 10 °C et la limite des neiges permanentes est abaissée de 700 mètres (soit environ à 1 800 – 2 100 m). La vallée centrale de l'Inn est alors une toundra arbustive. C'est une période sèche avec seulement 33 à 50 % des précipitations actuelles,. 
Après l'interstade du Bölling et le retour des arbres, le froid fait un dernier retour lors du Dryas récent (12 300 à 11 500 BP) et marque la fin du Würm. La température moyenne est alors inférieure de 3,5 °C à la valeur actuelle et les neiges permanentes descendent jusqu'à 2 270 – 2 500 m tandis que la limite des arbres descend de 500 mètres. C'est le stade d'Egesen, les glaciers réavancent mais restent cantonnés à la haute montagne. La répartition des précipitations était alors plus déséquilibrée qu'actuellement, le versant nord des Alpes recevant 15 % de précipitations supplémentaires tandis que les massifs centraux (Engadine, sud du Tirol) en recevaient 20 à 30 % de moins. L'été était humide et l'hiver sec.